# 横浜メディアサービス
横浜メディアサービス ( Yokohama Media Service) は、神奈川県横浜市に本社を置くかつてのケーブルテレビ事業者である。
日本CATV技術協会正会員。

## サービスエリア
戸塚区品濃町（東戸塚）近辺のニューシティ東戸塚による電波障害地域

## 概要
- ニューシティ東戸塚建設時に近辺の電波障害対策として設立。
- もともとケーブルテレビは一地域一社が原則であり、横浜市戸塚区は「ジェイコム南横浜（旧JCN横浜）」の放送地域であるが、電波障害対策の場合は例外が認められていたため、両社が並立していた。
- 地上デジタルの再送信を見送ったため、2011年7月24日のアナログテレビ放送終了をもってケーブルテレビ事業からは事実上撤退。その後の業務状況は不明。

## 主な放送チャンネル

### テレビ局
| アナログ | 放送局     |
| -------- | ---------- |
| 1        | NHK総合    |
| 3        | NHK教育    |
| 4        | 日本テレビ |
| 5        | 自主放送   |
| 6        | TBS        |
| 8        | フジテレビ |
| 9        | tvk        |
| 10       | テレビ朝日 |
| 11       | 放送大学   |
| 12       | テレビ東京 |